# Ненци
Ненци (рус. ненцы, ненец. ненэй ненэче, хасово, нещанг) су самоједски народ, који претежно живи у Русији и то на далеком северу европске Русије и северозападном Сибиру, од полуострва Кола до полуострва Тајмир.

## Распрострањеност
Ненци у Русији претежно насељавају два аутономна округа: Ненецију, у којој чине 19% становништва, и у којој представљају други народ по бројности, после Руса (66%) и Јамалију (Јамалија-Ненецију), у којој чине 5,9% становништва, и у којој представља трећи народ по бројности, после Руса (62%) и Украјинаца (9,7%). Тајмирија (Долганија-Ненеција), трећи титуларни аутономни округ за Ненце, изгубио је аутономни статус 2007. године, када је постао један од округа у саставу Краснојарског краја. Према попису из 2002. године, Ненци су у Тајмирији чинили 7,7% становништва и били су трећи народ по бројности, после Руса (59%) и Долгана (14%). 

## Вера и језик
Ненци делом практикују традиционална веровања (веру у духове), а делом су православне вероисповести. Говоре ненецким језиком, који спада у самоједску групу уралске породице језика.

## Популација
У Русији их је према попису становништва 2010. укупно било 44.640.

## Галерија
- Ненеција
- Јамалија (Јамалија-Ненеција)
- Тајмирија (Долганија-Ненеција)